# Динамічні прямокутники
Динамічний прямокутник — прямокутна чотиристороння фігура (прямокутник) із динамічною симетрією. Тобто співвідношення сторін (ширини до висоти) є відмінною величиною в динамічній симетрії, системі пропорцій і природному дизайні (методологія, описана в книгах Джея Гембіджа). Динамічні прямокутники починаються з квадрата, який розширюється за допомогою серії дуг і точок перетину, щоб утворити бажану фігуру, якою може бути золотий прямокутник (1 : 1,618…), прямокутник 2:3, подвійний квадрат (1:2) або корінь прямокутника (1: √φ, 1: √2, 1: √3, 1: √5 тощо).

## Кореневі прямокутники

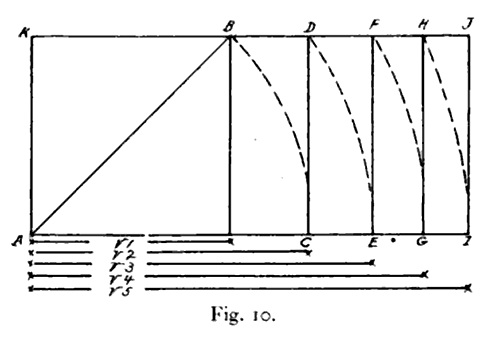
Ілюстрація Хембіджа 1920 року побудови кореневих прямокутників. Дано квадрат та чотири кореневих прямокутників, отриманих з нього, відповідно.

Кореневий прямокутник — це прямокутник, у якому відношення довшої сторони до коротшої є квадратним коренем із цілого числа (√2, √3 тощо)
Прямокутник з коренем 2 (ACDK на рис. 10) будується шляхом продовження двох протилежних сторін квадрата на довжину діагоналі квадрата. Фігура з коренем 3 отримана шляхом розширення двох довших сторін прямокутника з коренем 2 на довжину його діагоналі. Кожен наступний  кореневий прямокутник утворюється шляхом подовження його довгих сторін  до довжини діагоналі цього прямокутника.

### Властивості
- Якщо прямокутник з коренем N ділиться на N конгруентних прямокутників шляхом поділу довшого ребра на N сегментів, отримані фігури зберігають пропорцію кореня N.

- Оскільки 2 є квадратним коренем з 4, прямокутник із коренем 4 має пропорцію 1:2, тобто він дорівнює двом квадратам, розташованим поруч[5].
- Прямокутник з коренем 5 пов’язаний із золотою пропорцією (φ). Довша сторона дорівнює 1+2, помножені на 1/φ (0,618. . . )[5].

## Корінь-φ прямокутник

Прямокутник із коренем фі ділиться на два трикутники Кеплера (прямокутні трикутники з довжинами ребер у геометричній прогресії).

Прямокутник корінь-φ є динамічним прямокутником, але не кореневим. Його діагональ дорівнює φ. При поділі кореневого прямокутника діагоналлю отримаємо два конгруентні трикутники Кеплера .

## Джей Гембідж
Джей Гембідж включає кореневі прямокутники в те, що він називає динамічними прямокутниками, які мають ірраціональні та геометричні дроби як співвідношення, такі як золотий переріз або квадратний корінь. Гембідж відрізняє їх від прямокутників з раціональними пропорціями, які він називає статичними прямокутниками. Гембідж стверджує, що прямокутники із пропорцією 1:2, 1:3, 1:4 і 1:5 часто зустрічаються в готичному та класичному грецькому та римському мистецтві, об’єктах і архітектурі, тоді як прямокутники зі співвідношенням сторін, більшим за 5, рідко зустрічаються в людських конструкціях.

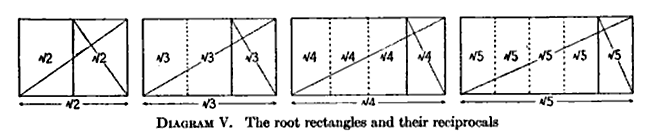
Ілюстрація Кескі (1922 рік): прямокутник із коренем N ділиться на N прямокутників однакових пропорцій.

## 12 ортогонів Версіна
Відповідно до книги Вольфганга фон Версіна « Книга прямокутників, просторовий закон і жести ортогонів» (1956), існує 12 спеціальних ортогонів (від гр. ορθος, orthos, «прямий»  і γονια, гонія, «кут»; «прямокутна фігура», яка, як наслідок, є прямокутною та чотирикутною). Вони використовувалися художниками, архітекторами та каліграфами для керування розміщенням та взаємодією елементів у дизайні.   Ці ортогони: 
- Квадрат (1:1 або 1: √1)
- Діагон (1: √2)
- Гектон або шісттон (1: √3)
- Доппельквадрат (1:2 або 1: √4)
- Геміоліон (2:3)
- Аурон (золотий прямокутник, 1: φ)
- Півдіагон (1:½ √5)
- Пентон (1: √φ)
- Тріон (1:⅔ √3)
- Чотирикутник (1:(1+ √2 )/2)
- Біаурон (1:2φ)
- Біпентон (1:2 √5-2√5)

Книга Вольфганга фон Версіна містить надзвичайну копію тексту 1558 року (епоха Відродження) з діаграмами семи з 12 ортогонів і запрошенням з уривка бути уважними, оскільки «давні» архітектори вважали, що «ніщо не перевершує ці пропорції», як «річ найчистішої абстракції». 
Найпопулярнішим серед ортогонів є аурон або золотий прямокутник, який утворюється проєктуванням діагоналі, яка йде від середини сторони квадрата до однієї з протилежних вершин, доки вона не вирівняється з серединою.
Окрім квадрата та подвійного квадрата, єдиним іншим статичним прямокутником, включеним до списку, є геміоліон, який утворюється проєктуванням 90° або 180° половини сторони квадрата.

### Побудова ортогона
Розміри ортогонів пов'язані один з одним і з ортогоном в цілому. З цієї причини використання ортогонів як шаблону або підструктури становить інтерес для художників, архітекторів і дизайнерів.
Ортогони завжди починаються з квадрата, будь-якого квадрата. Після побудови окремого ортогона визначаються додаткові відповідні вимірювання (малі, середні, великі). Потім ці вимірювання можна використовувати для розробки дизайну (живопис, архітектура, кераміка, меблі, каліграфія, автомобіль тощо).
Доступні діаграми для всіх дванадцяти ортогонів.

### Ортогони та дизайн
Використання розмірів, пов’язаних з ортогоном, як системи під конструкцією (або шаблону для проєкту) гарантує, що різні частини стосуватимуться проєкту в цілому. 
Оскільки природа спроектувала людське тіло так, щоб його частини були належним чином пропорційні до каркаса в цілому, виявляється, що стародавні мали вагомі підстави для свого правила, що в ідеальних будівлях різні частини повинні бути в точному симетричному співвідношенні до загальної системи. 